# S Persei
S Persei är en röd superjätte i stjärnbilden Perseus, nära Dubbelhopen. Den klassificeras som en variabel stjärna av halvregelbunden typ (SRC) och har en magnitud 7,9-12,8. Det innebär att den är en av stjärnorna inom denna variabeltyp som har störst ljusvariation, med en faktor på över 40 gånger.
S Persei upptäcktes av den tyske astronomen Adalbert Krueger 1872 och har en ljusstyrka som varierar med en period av ungefär 822 dygn. S Persei är dubbelstjärna med en följeslagare av magnitud 11 på 69 bågsekunders avstånd. Den är också en av de stjärnor i Vintergatan som har störst radie.